# Deleornis
Deleornis is een geslacht van zangvogels uit de familie honingzuigers (Nectariniidae).

## Soorten
Het geslacht kent de volgende soorten:
- Deleornis axillaris – Grijskophoningzuiger
- Deleornis fraseri – Roodpluimhoningzuiger